# 安藤要人
安藤 要人（あんどう かなめ、生没年不詳）は、津山藩の家老。津山藩は、公武合体や薩長の和合を求めていたが、征長に幕府側で出陣した。鳥羽・伏見の戦い後に長州の斡旋で恭順が認められた。写真は、存在する。